# DB-Farbtonkarte
Die  DB-Farbtonkarte dient zur Darstellung der Farben von Lacken bzw. Beschichtungen, die zunächst bei Stahlbauteilen (Stahlbrücken, Geländer, Bahnsteigdächer, Unterstände etc.) im Bereich der Deutschen Bahn verwendet wurden. Durch den hohen Anteil an Eisenglimmer der Anstriche weichen die Farben von den RAL-Farbtönen ab, auch wenn sie an diese angelehnt sind. Durch das ursprünglich dem Korrosionsschutz dienende Effektpigment entsteht ein vergrautes, aber glitzerndes Erscheinungsbild.
Die Farben finden heutzutage weiterhin Anwendung für Korrosionsschutzanstriche für Stahlbauten aller Art, auch außerhalb von Bahnbauten und -anlagen. Verwendet werden Lacke in diesen Farbtöne vor allem im Brücken- und Ingenieurbau; für Bauten im Bereich der Bundesverkehrswege wird der Einsatz in den technischen Regelwerken der Bundesanstalt für Straßenwesen zugelassen. Entsprechende Lacke sind jedoch auch im Handel erhältlich und können etwa auch bei Wohnbauten Verwendung finden (z. B. an Treppenwangen, Handläufen oder Tür- bzw. Fensterrahmen).
Die TL/TP KOR-Stahlbau nennen etwa diverse Beschichtungsstoffe (auf Epoxidharz- oder Polyurethanbasis) in DB-Farbtönen und geben hierbei jeweils den Anteil an Eisenglimmer je nach Einsatzzweck vor, welcher zwischen 65 und 80 % bezogen auf die Gesamtmasse der enthaltenen Pigmente liegt. Die DB-Farbtöne selbst sind u. a. in Anhang H der TL/TP KOR-Stahlbauten aufgeführt. Hierbei ist allerdings nicht direkt der Einsatz von Lacken in DB-Farbtönen vorgeschrieben, auch Beschichtungen in RAL-Farbtönen sind zugelassen.

## Definierte Farben

DB-Farbtonkarte

Das wesentliche Erscheinungsbild und somit letztlich auch der Farbton hängt vom Eisenglimmer-Anteil ab. Im Handel sind auch Lacke mit von den Vorgaben der TL/TP KOR-Stahlbauten abweichender Zusammensetzung erhältlich, welche dennoch in Anlehnung an die DB-Farbtöne bezeichnet werden.
Rot- und Blautöne:
- DB 301
- DB 310
- DB 501
- DB 502
- DB 503
- DB 510

Grün- und Grautöne:
- DB 601
- DB 603
- DB 610
- DB 701 (hellgrau)
- DB 702 (grau)
- DB 703 (dunkelgrau)